# Teodor Kocerka

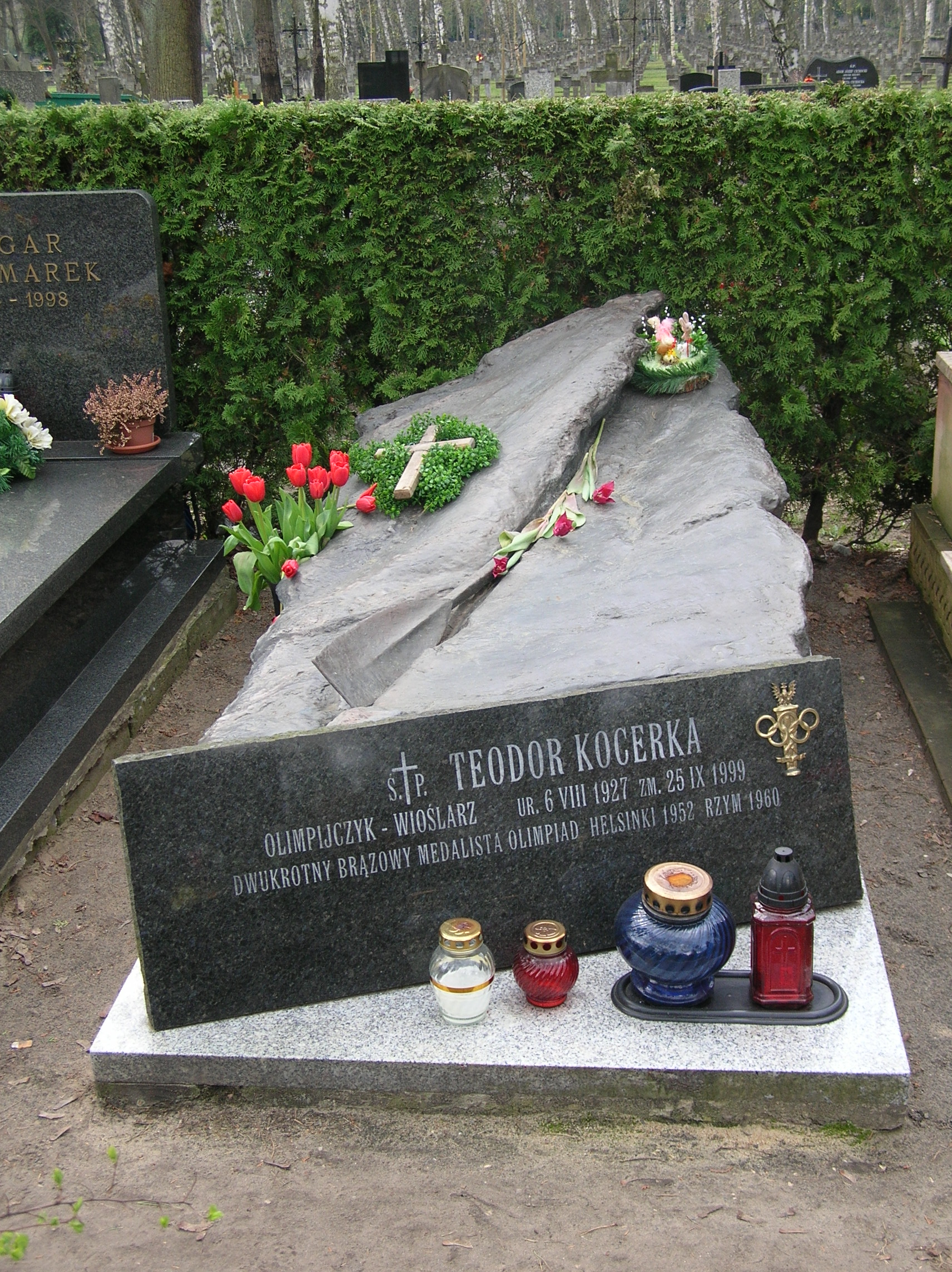
Grób Kocerki na wojskowych Powązkach.

Teodor Kocerka (ur. 6 sierpnia 1927 w Bydgoszczy, zm. 25 września 1999 w Warszawie) – polski wioślarz, dwukrotny brązowy medalista olimpijski (1952, 1960) i pięciokrotny medalista mistrzostw Europy.

## Życiorys
Ukończył AWF w Warszawie w 1952. W latach 1945–1947 należał do ZWM, a w latach 1948–1956 do ZMP. Od 1964 roku należał do PZPR.
Zwany przez kolegów „Tojo”. Oprócz Bydgoskiego Towarzystwa Wioślarskiego, gdzie pobierał pierwsze wioślarskie nauki, startował w barwach AZS-ów Bydgoszcz, Szczecin i Warszawa.
Na igrzyskach olimpijskich w Helsinkach 1952 i Rzymie 1960 sięgnął po brązowe medale, w Melbourne 1956 był czwarty. Dwukrotnie był chorążym polskiej reprezentacji olimpijskiej (w 1952 i 1960).
Mistrz Europy w 1955, wicemistrz w 1952 i 1954, brązowy medalista w 1956 i 1959. Zdobył cztery medale akademickich mistrzostw świata, a także odniósł dwa triumfy w regatach o „Diamentowe wiosła” w Henley nad Tamizą w 1955 i 1956. 19 razy wygrywał mistrzostwa Polski w jedynkach, dwójkach podwójnych, czwórkach i ósemkach.
Na początku 1952 otrzymał tytuł mistrza sportu.
Po zakończeniu sportowej kariery przez wiele lat wykładał na AWF w Warszawie, był trenerem kadry i kierownikiem wyszkolenia PZTW. Został pochowany na Cmentarzu Komunalnym na Powązkach (kwatera A3 tuje-3-22).
Odznaczony Krzyżem Komandorskim Orderu Odrodzenia Polski (1998). W czasach PRL był odznaczony m.in.: Krzyżem Oficerskim Orderu Odrodzenia Polski, Orderem Sztandaru Pracy II klasy, Medalem 10-lecia Polski Ludowej, Medalem 30-lecia Polski Ludowej, Medalem Komisji Edukacji Narodowej, odznakami Zasłużony Mistrz Sportu oraz Zasłużony Działacz Kultury Fizycznej i złotym odznaczeniem im. Janka Krasickiego.